# Raoul Delgrange
Raoul Delgrange, né à Jemappes en 1898 et mort en 1983, est une des principales personnalités des patronages catholiques en Belgique. Il préside diverses instances et associations nationales et internationales. Cofondateur puis président de la Fédération nationale des patronages pendant 45 ans, il est également vice-président de la Centrale catholique du film, président du Bureau international catholique de l'enfance ainsi que président de la Conférence des organisations internationales catholiques.

## Biographie
Le 14 novembre 1921, avec l’abbé Mauquoy, Raoul Delgrange fonde la Fédération nationale des patronages,. Il avait découvert les patronages pendant la Première Guerre mondiale,. Il devient peu de temps après président de la régionale du Borinage puis de la fédération du Hainaut, avant d’être nommé à la présidence nationale de la fédération le 19 septembre 1927 ,,,,. Il reste en fonction jusqu’en juillet 1973. Il est aussi vice-président de la Centrale catholique du film. Il est réputé pour son sens du dialogue et sa pondération, qui lui permettent de calmer les tensions et résoudre les conflits entre associations.
Il est élu à la présidence du Bureau international catholique de l'enfance,,,,,. Au congrès du BICE en 1955, il lance un fort appel aux 1008 organisations internationales, pour élargir leur action d'amour et construire un nouveau modèle global de charité universelle, tenant compte de l'ensemble des besoins mondiaux.
Son successeur Michel Falise, également ancien président des patros, évoque la présidence de Delgrange dans L'Inattendu d'une vie : « Mon prédécesseur à cette responsabilité, Raoul Delgrange, avait aussi assumé la présidence du BICE où il avait acquis un prestige considérable. C'est cet ami, chaleureux et très proche, qui me demanda en 1973 de m'engager au BICE dont je fus élu aussi président. ». Il est en plus président de la Conférence des organisations internationales catholiques,,.
Auteur de biographies de saints à destination de la jeunesse, il est notamment observateur laïc au Concile Vatican II. La chose illustre, aux yeux de Luc Courtois, « le rayonnement international de son action pourtant profondément enracinée dans son Borinage natal.»

## Reconnaissance
15 mars 1952 : le Saint-Siège érige Raoul Delgrange, du diocèse de Tournai, au rang de chevalier de l'ordre de Saint-Grégoire-le-Grand.
Raoul Delgrange avait été fait docteur honoris causa de l'université Laval en 1957. Les Éditions Fleurus rééditent en 1990, à titre posthume, une biographie de Raoul Delgrange sur Jean-Joseph Allemand, de 1969.
Une rue de Natoye (Hamois) porte son nom,. C'est là que les patros avaient acheté un grand bâtiment le Relais Patro, inauguré en présence du roi et de Raoul Delgrange en 1967, mais qui a dû être revendu en 2004.
Rendant compte de l'ouvrage de Françoise Rosart et de Thierry Scaillet, Paul Wynants se pose la question de savoir si la présidence d'un demi-siècle de Raoul Delgrange, même si elle a été un gage de stabilité, n'a pas présenté également un « risque majeur de sclérose.»

## Œuvres
- Raoul Delgrange, Jean-Joseph Allemand : premier fondateur d'une œuvre de jeunesse en France, Gilly, Éditions FNP, 1969.
- Pour qu’ils grandissent dans l’amour, Gilly, sd.
- Le pourquoi du patro, Gily, FNP, sd., 20 p.
- Propos d’un vieux béquillard, Louvain, FNP, sd., 47 p.
- Raoul Delgrange (ill. Robert Rigot), Jean-Joseph Allemand : premier fondateur d'une œuvre de jeunesse en France, Paris, Éditions Fleurus, coll. « Belles Histoires et Belles Vies », 1990 (1re éd. 1969), 48 p. (ISBN 2-215-01615-9, BNF 35347965).